# Австрия на летних Олимпийских играх 1948
Австрия принимала участие в Летних Олимпийских играх 1948 года в Лондоне (Великобритания) в десятый раз за свою историю, и завоевала три бронзовые и одну золотую медаль. Сборная страны состояла из 144 спортсменов (113 мужчин, 31 женщина).

## Медалисты
| Медаль | Спортсмен          | Вид спорта                  | Дисциплина                         |
| ------ | ------------------ | --------------------------- | ---------------------------------- |
| Золото | Хермине Баума      | Лёгкая атлетика             | Женщины, метание копья             |
| Бронза | Инга Шеффер        | Лёгкая атлетика             | Женщины, толкание ядра             |
| Бронза | Эллен Мюллер-Прайс | Фехтование                  | Женщины, рапира, личное первенство |
| Бронза | Фридерика Швингль  | Гребля на байдарках и каноэ | Женщины, байдарка-одиночка, 500 м  |

## Результаты соревнований

### Академическая гребля
Соревнования по академической гребле на Олимпийских играх 1948 года проходили в гребном центре в Хенли-он-Темс, где ежегодно проводятся соревнования Королевской регаты. Из-за недостаточной ширины гребного канала в одном заезде могли стартовать не более трёх лодок. В следующий раунд из каждого заезда проходили только победители гонки.
Мужчины
| Соревнование | Спортсмены            | Предварительный заезд | Предварительный заезд | Предварительный заезд | Отборочный заезд | Отборочный заезд | Отборочный заезд | Полуфинал | Полуфинал | Полуфинал | Финал                 | Финал                 |
| Соревнование | Спортсмены            | Заезд                 | Время                 | Место                 | Заезд            | Время            | Место            | Заезд     | Время     | Место     | Время                 | Место                 |
| ------------ | --------------------- | --------------------- | --------------------- | --------------------- | ---------------- | ---------------- | ---------------- | --------- | --------- | --------- | --------------------- | --------------------- |
| двойки       | Герт Вацке Курт Вацке | 3                     | 7:19,3                | 1 Q                   | не участвовали   | не участвовали   | не участвовали   | 1         | 8:03,1    | 3         | завершили выступление | завершили выступление |